# Kevin Little
Kevin Little (né le 3 avril 1968 à Des Moines est un athlète américain spécialiste du 200 mètres.
Il s'illustre lors des compétitions indoor en remportant la médaille d'or du 200 m des Championnats du monde en salle 1997 (20 s 40) et la médaille de bronze en 1989, 1993 et 1999. L'épreuve du 200 m ne figure plus au programme des mondiaux en salle depuis 2006.
Il se classe deuxième des Jeux panaméricains de 1991, sixième des Championnats du monde 1999 et septième de l'édition suivante en 2001.

## Records personnels
- 100 m – 10 s 14 (1996)
- 200 m – 20 s 10 (1999)
- 200 m (salle) – 20 s 32 (1999)
- 400 m – 45 s 88 (1999)